# José Rossi
José Rossi (ur. 18 czerwca 1944 w Ajaccio) – francuski polityk, prawnik i samorządowiec związany z Korsyką, parlamentarzysta, w latach 1994–1995 minister.

## Życiorys
Z wykształcenia prawnik, ukończył studia w Instytucie Nauk Politycznych w Paryżu. Zaangażował się w działalność polityczną w ramach Partii Republikańskiej, wchodzącej w skład UDF. Po przekształceniach partyjnych został członkiem Demokracji Liberalnej, z którą w 2002 dołączył do Unię na rzecz Ruchu Ludowego. Pracował m.in. w gabinetach ministrów w tym Simone Veil.
Pełnił różne funkcje w administracji terytorialnej. Był radnym departamentu Korsyka Południowa i przewodniczącym rady generalnej w latach 1985–1998. W 1988 po raz pierwszy wybrany na posła do Zgromadzenia Narodowego. Z powodzeniem ubiegał się o reelekcję w wyborach w 1993 i 1997. Od października 1994 do maja 1995 sprawował urząd ministra przemysłu, handlu zagranicznego, poczty i telekomunikacji w gabinecie Édouarda Balladura. Od 1998 do 2004 przewodniczył Zgromadzeniu Korsyki. Radnym tego gremium został w 2015, kiedy to bez powodzenia ubiegał się o prezydenturę regionu jako kandydat ugrupowań centroprawicowych.